# Instituto Nacional de la Economía Social (México)
El Instituto Nacional de la Economía Social (INAES), es un órgano desconcentrado de la Secretaría de Bienestar con autonomía técnica, operativa y de gestión que instrumenta políticas públicas de fomento al sector de la economía social con el fin de fortalecer y consolidar al sector como uno de los pilares de desarrollo económico en el país a través de la participación, capacitación, investigación, difusión
El INAES tiene sus oficinas sede en la Ciudad de México y cuenta con oficinas en las 32 Entidades Federativas de la República Mexicana.

## Objetivos del INAES
Diseñar y apoyar iniciativas productivas que reconozcan las necesidades de la población; Aumentar las capacidades organizacionales, técnicas, tecnológicas y comerciales de los actores de la economía social; Generar y difundir información sobre el sector para visibilizar y posicionar su importancia en la generación de empleos; Generar una coordinación interinstitucional para diseñar políticas públicas; Fomentar y promover el desarrollo de la economía social; Favorecer la banca social como fuente de recursos propios del sector social, y; Consolidar al INAES como el rector de la política nacional de fomento a la economía social.

## Historia
En 1991 nació el Fondo Nacional de Apoyo para las Empresas en Solidaridad (FONAES) el cual con la aprobación de la Ley de la Economía Social y Solidaria en el año 2012, transitó a ser el Instituto Nacional de la Economía Social (INAES).
El INAES fue creado el 23 de mayo de 2012 mediante la Ley de la Economía Social y Solidaria, reglamentaria del párrafo octavo del artículo 25 de la Constitución Política de los Estados Unidos Mexicanos, en lo referente al sector social de la economía, asumiendo las funciones e integrándose con los recursos financieros, materiales y humanos que estaban asignados a la Coordinación General del Programa Nacional de Apoyo para las Empresas de Solidaridad.
El 30 de diciembre de 2015 se publican reformas a la Ley Orgánica de la Administración Pública Federal y a la Ley de la Economía Social y Solidaria, mediante las cuales el INAES pasa a formar parte de la SEDESOL a partir del 1 de enero de 2016.
A partir de diciembre de 2018 el INAES pasa a formar parte de la Secretaría de Bienestar como órgano desconcentrado.

## Programa de Fomento a la Economía Social
El INAES participa en la ejecución del Programa de Fomento a la Economía Social, publicado el 18 de junio de 2015, con el propósito de propiciar condiciones favorables para el crecimiento y consolidación del Sector.
El Programa de Fomento a la Economía Social es la herramienta del Gobierno Federal de México, que da respuesta al mandato del Artículo 46 de la Ley de Economía Social y Solidaria, y los artículos 33 y 34 de la Ley General de Desarrollo Social, de atender iniciativas productivas del Sector mediante el apoyo a proyectos productivos, identificar oportunidades de inversión, brindar capacitación; asistencia técnica, organización y diseño de proyectos productivos. Asimismo, el artículo 19 de la Ley General de Desarrollo Social establece entre los Programas prioritarios a los destinados a la generación y conservación del empleo a las actividades productivas sociales y a las empresas del Sector Social de la Economía, así como a aquellos dirigidos a las personas en condición de pobreza, marginación o en situación de vulnerabilidad.
La ejecución de las acciones de este programa, se sujeta a las Reglas de Operación del Programa de Fomento a la Economía Social del ejercicio fiscal que corresponda.

## Que es la Economía Social
La economía social es la actividad económica que llevan a cabo Organismos del Sector Social, basados en la toma democrática de decisiones, la propiedad social de los recursos, la distribución equitativa de beneficios entre sus
integrantes y el compromiso social en favor de la comunidad. 
Los Organismos del Sector Social de la Economía (OSSE), son aquellas organizaciones que adoptan la forma de alguna figura que cumpla con los ordenamientos de la Ley de la Economía Social y Solidaria. 
-Ejidos
-Comunidades
-Organizaciones de trabajadores
-Sociedades Cooperativas
-Empresas que pertenezcan mayoritaria o exclusivamente a los trabajadores y
-En general todas las formas de organización social para la producción, distribución y consumo de bienes y servicios socialmente necesarios.